# Metrowagonmasch
Metrowagonmasch (russisch Метровагонмаш, Ausspracheⓘ) ist ein russisches Maschinenbauunternehmen mit Sitz im Moskauer Vorort Mytischtschi. Metrowagonmasch ist in Russland und außerhalb vor allem durch die von ihm hergestellten U-Bahn-Wagen bekannt. Daneben produziert es auch Schienenbusse, Anhänger, Muldenkipper, aber auch gepanzerte Fahrzeuge für das Militär.

## Geschichte

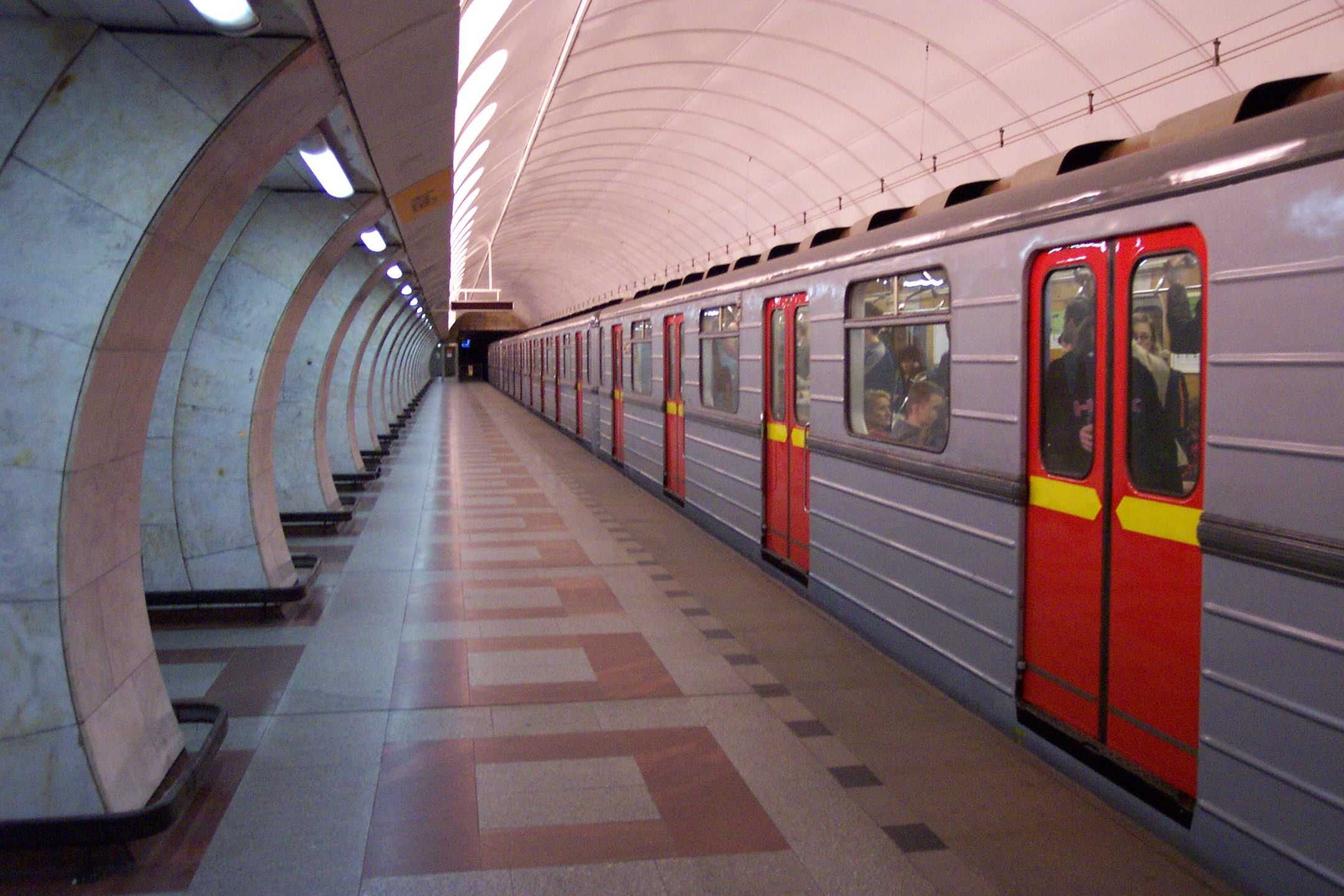
Baureihe 81-717/714 in Prag

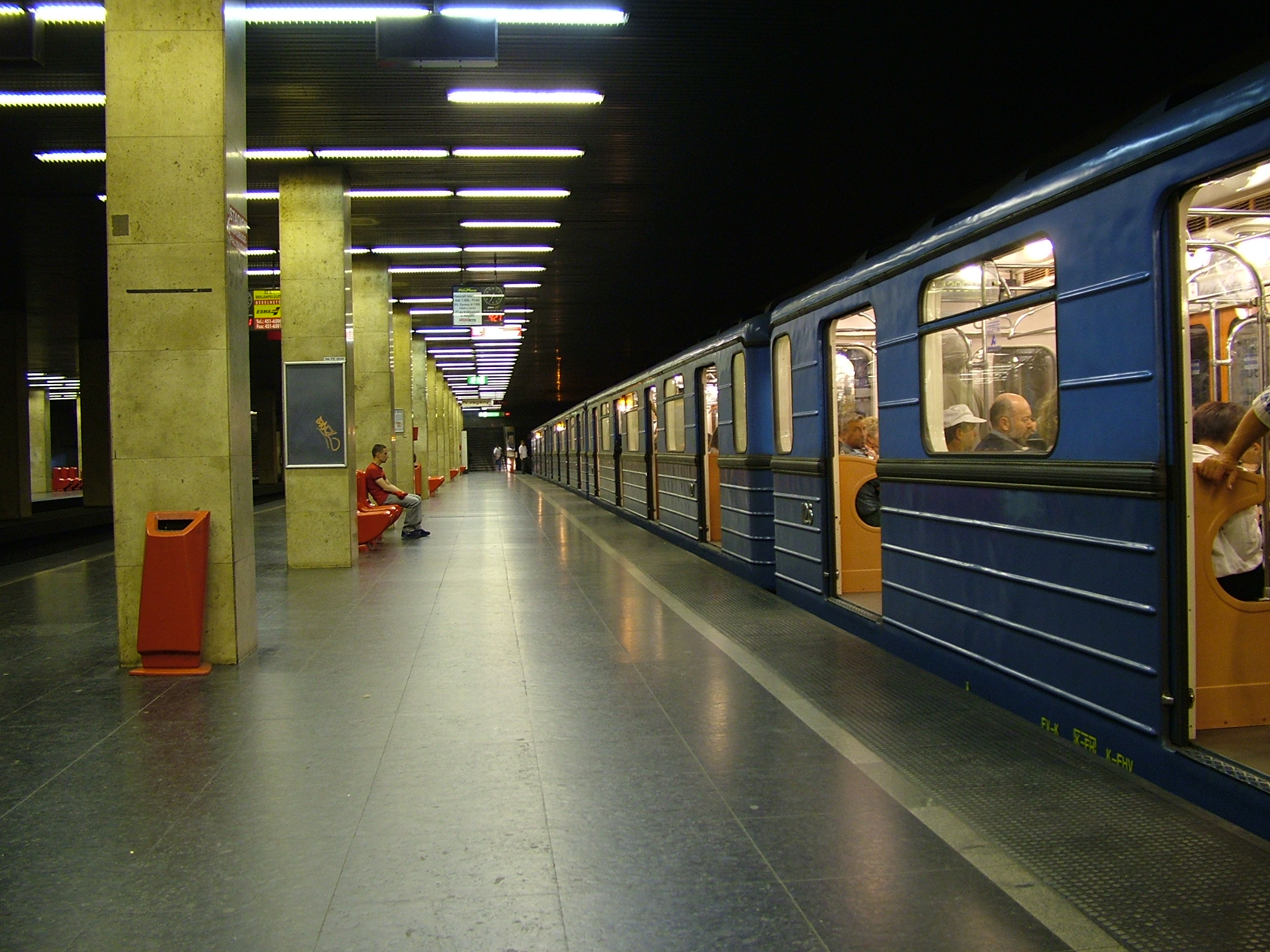
Ем/Еж-Zug (hier als „Ев“ bezeichnet) in Budapest

Der Betrieb wurde 1897 in Mytischtschi als Waggonfabrik gegründet. Mitbegründer war der damals renommierte Unternehmer und Kunstmäzen Sawwa Mamontow. Anfangs produzierte man Eisenbahnwaggons für den Personen- und Güterverkehr, 1903 begann der Betrieb auch, Straßenbahnwagen für den Moskauer Personennahverkehr zu produzieren. 1934, kurz vor Inbetriebnahme der ersten Linien der Moskauer Metro, startete der inzwischen verstaatlichte Betrieb mit der Produktion der ersten U-Bahn-Fahrzeuge. Zur Produktion von Militärfahrzeugen wurde im Zweiten Weltkrieg ab 1942 übergegangen; erst 1946 wurde die Produktion von U-Bahnwagen wieder aufgenommen.
1992 wurde Metrowagonmasch zu einer Aktiengesellschaft. Seit 2005 ist Metrowagonmasch Bestandteil des russischen Maschinenbaukonzerns Transmashholding.

## Produktion

### U-Bahn-Wagen
Die von Metrowagonmasch hergestellten U-Bahn-Fahrzeuge werden in fast allen U-Bahn-Systemen Russlands und der Nachfolgestaaten der ehemaligen Sowjetunion eingesetzt, ferner in den U-Bahnen von Warschau, Prag, Budapest und Sofia. Die gegenwärtig zum Einsatz kommenden Zugtypen sind:
- Baureihe Ем/Еж: Produziert bis 1977, heute noch im Einsatz auf einigen Linien der Metro Moskau, der Metro Sankt Petersburg sowie der Metro Budapest. In jedem Wagen gibt es einen Führerstand, sie sind einzeln fahr- und freizügig kuppelbar.
- Baureihe 81-717/714: Seit Ende der 1970er Jahre produziert und weiterentwickelt, ist dieses Bauart bis heute in U-Bahnen Russlands am meisten verbreitet. An die örtlichen Verhältnisse angepasste Varianten dieser Baureihe wurden ferner nach Warschau, Prag und Sofia ausgeliefert, wo sie ebenfalls bis heute im Einsatz sind. Die Wagen der Bauart 81-717 sind Endwagen mit einem Führerstand, die der Bauart 81-714 Mittelwagen ohne Führerstand.
- Baureihe 81-720: Ab Anfang der 1990er Jahre entwickelt, kommt dieses Zugmodell gegenwärtig auf der Linie 10 der Moskauer Metro zum Einsatz.
- Baureihe 81-740/741 Russitsch: 2003 wurde mit der Serienproduktion gestartet. Das Modell, das ursprünglich für die sogenannte „Light-Metro“ entwickelt wurde, übernimmt die Fahrgastbeförderung auf den Linien 3, 4 und L1 der Moskauer Metro; einige weitere Linien sollen ebenfalls mit diesen Wagen bedient werden. Für den Einsatz auf der relativ fahrgaststarken Linie 3 wurde eine Modifikation des Wagentyps mit erhöhter Türenanzahl konstruiert. Mehrere Garnituren der Reihe wurden außerdem an die Metro Sofia ausgeliefert.
- Baureihe 81-760/761 Oka: Diese wurde 2005 bis 2010 entwickelt und bis 2016 gebaut. Rund 160 Züge werden in Moskau und Baku eingesetzt.
- Baureihe 81-765/766/767 Moskau: Etwa 250 Züge dieser Baureihe wurden seit 2016 gebaut und wird in Moskau, Baku, Taschkent und Kasan eingesetzt.
- Baureihe 81-775/776/777 Moskau-2020: Die seit 2020 in Betrieb befindliche Weiterentwicklung der Moskau-Züge besitzt breitere Türen und Wagenübergänge. 168 Züge mit sieben oder acht Wagen wurden gebaut. Seit 2023 wird die die nochmals überarbeitete Baureihe 81-775.2/776.2/777.2 Moskau-2024 ausgeliefert.

### Kraft- und Militärfahrzeuge
Unter der Bezeichnung Mytischtschinski Maschinostroitelny Sawod (russisch Мытищинский машиностроительный завод, übersetzt Mytischtschinsker Maschinenbauwerk, kurz MMZ bzw. MMS) fertigte das Werk seit den 1940er-Jahren diverse Militärfahrzeuge und Lastwagen, insbesondere Muldenkipper. Letztere basierten auf Fahrgestellen aus dem Sawod imeni Lichatschowa und deckten nicht nur den heimischen Bedarf, sondern wurden auch in diverse andere Staaten exportiert. Man begann 1947 mit Fahrzeugen auf Basis des ZIS-5, später auf Fahrgestellen des ZIS-150 und des ZIL-164. Von 1964 bis 1995 wurde der ZIL-MMZ-555 gebaut, diverse weitere Modelle folgten. 2009 wurde dieser Betriebsteil abgespalten und firmiert seitdem selbstständig als OAO Mytischtschinski Maschinostroitelny Sawod.

## Galerie Produktion

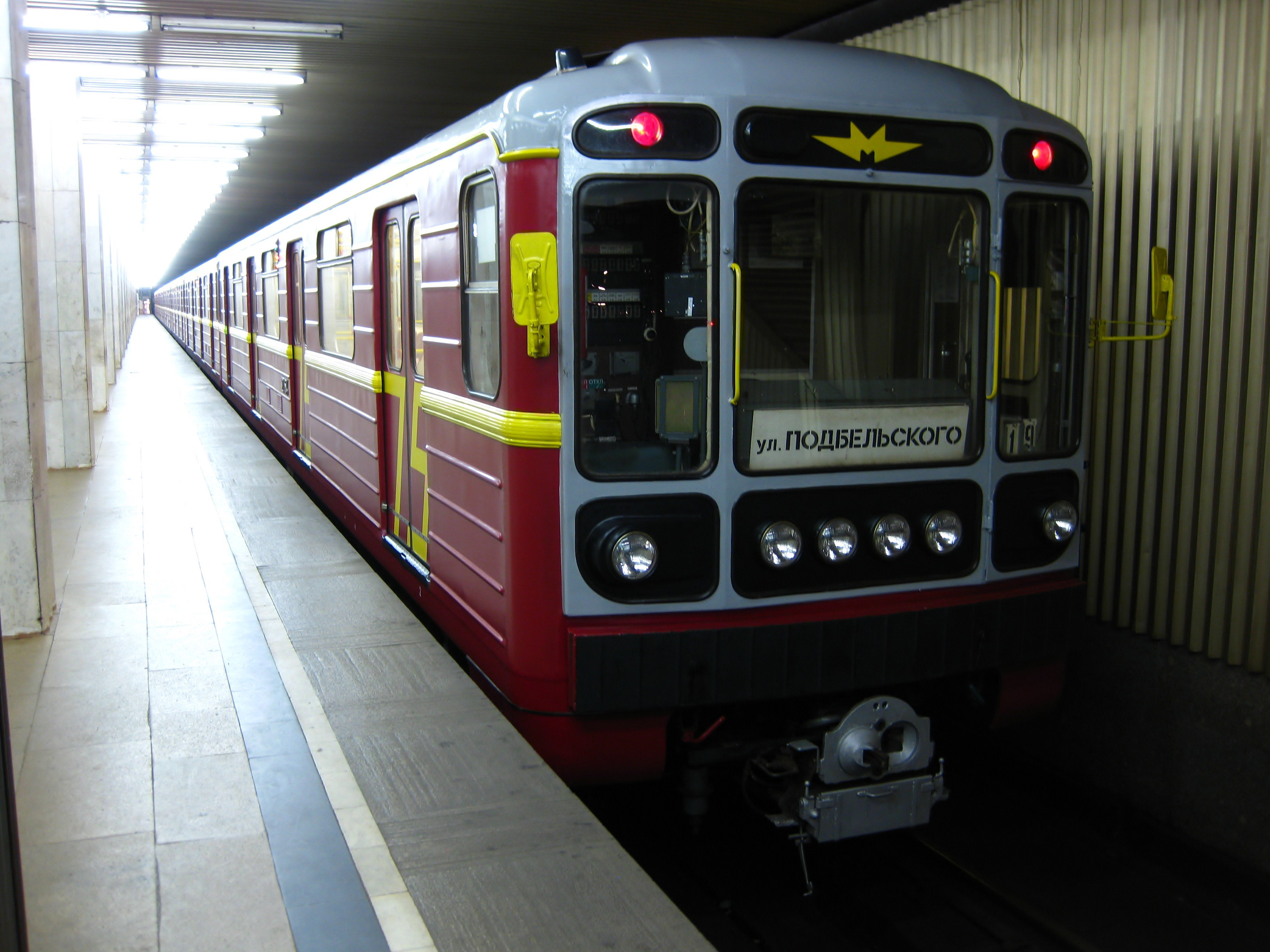
U-Bahn-Zug des Typs 81-717/714 in Moskau
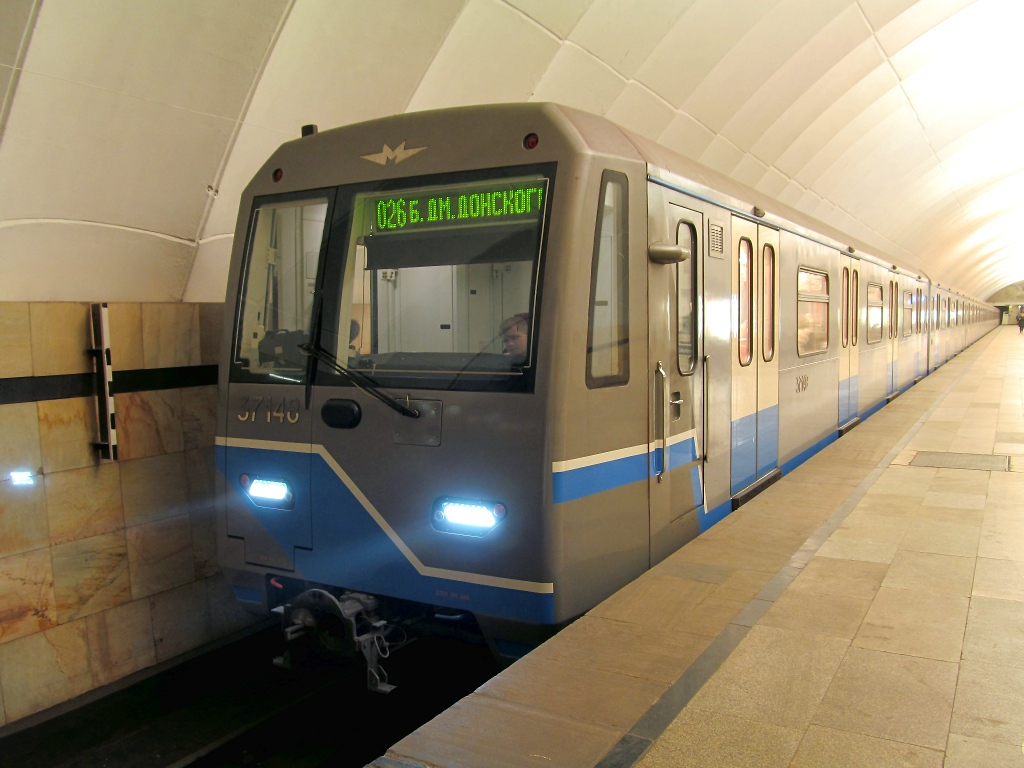
U-Bahn-Zug des Typs 81-760/761 Oka
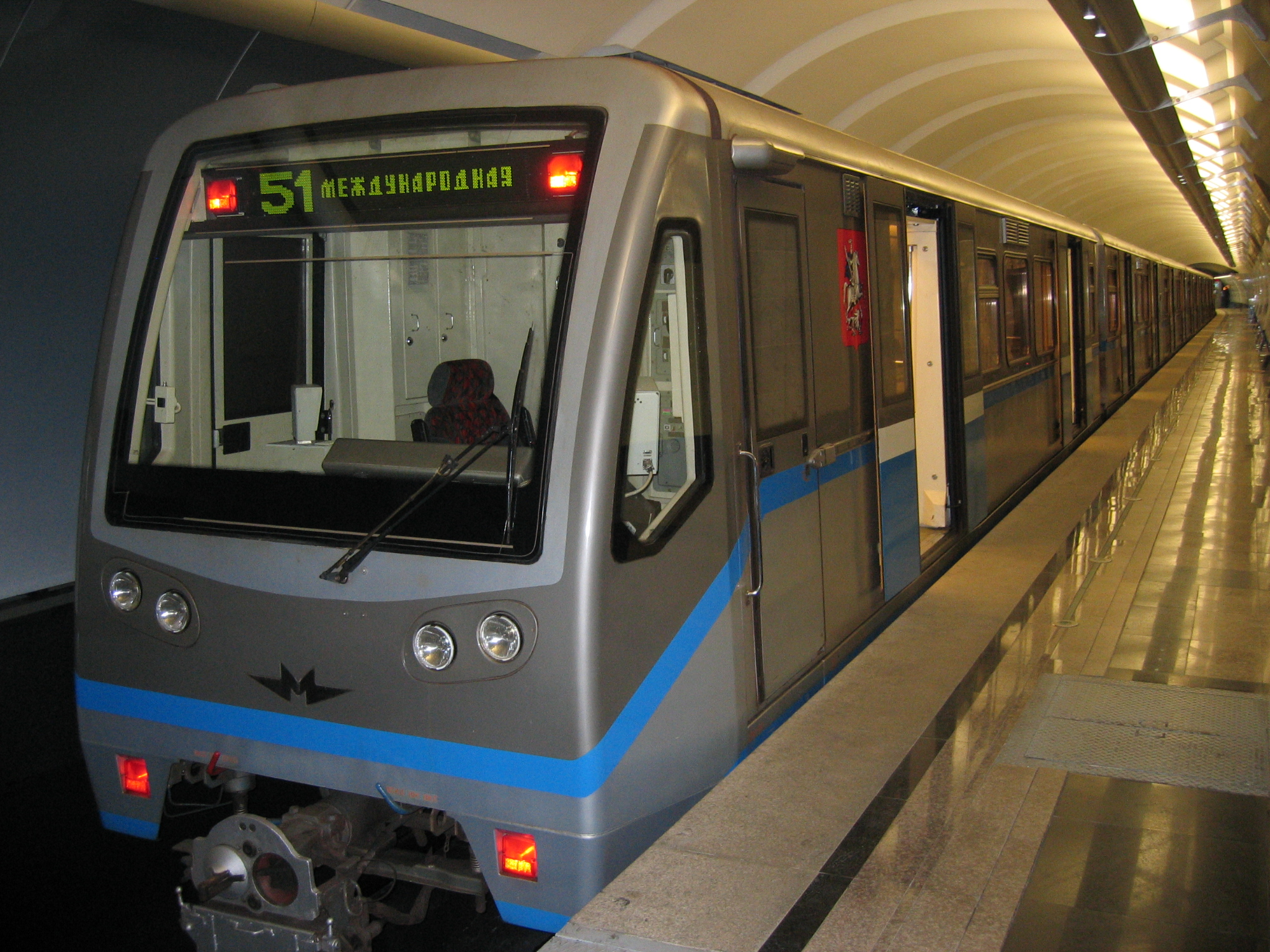
U-Bahn-Zug des Typs 81-740/741 Russitsch
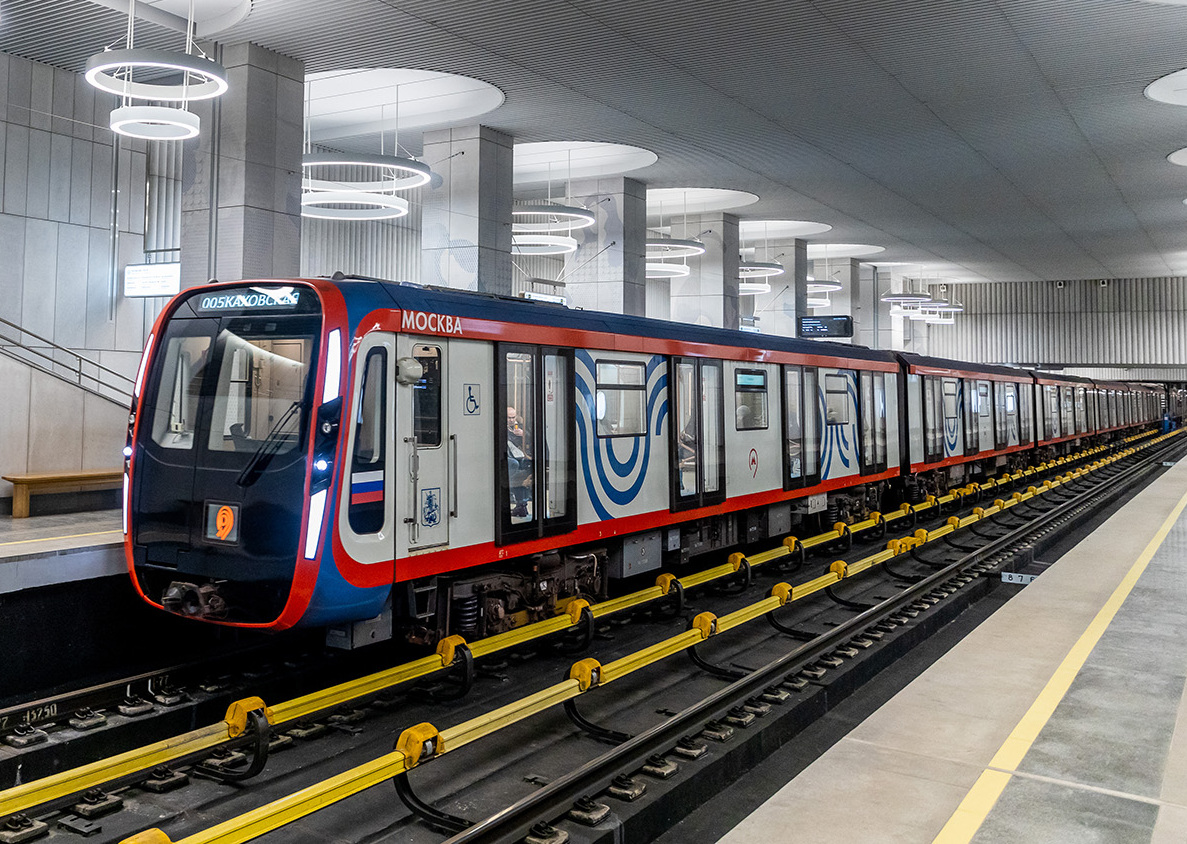
Typ 81-775/776/777 Moskau-2020
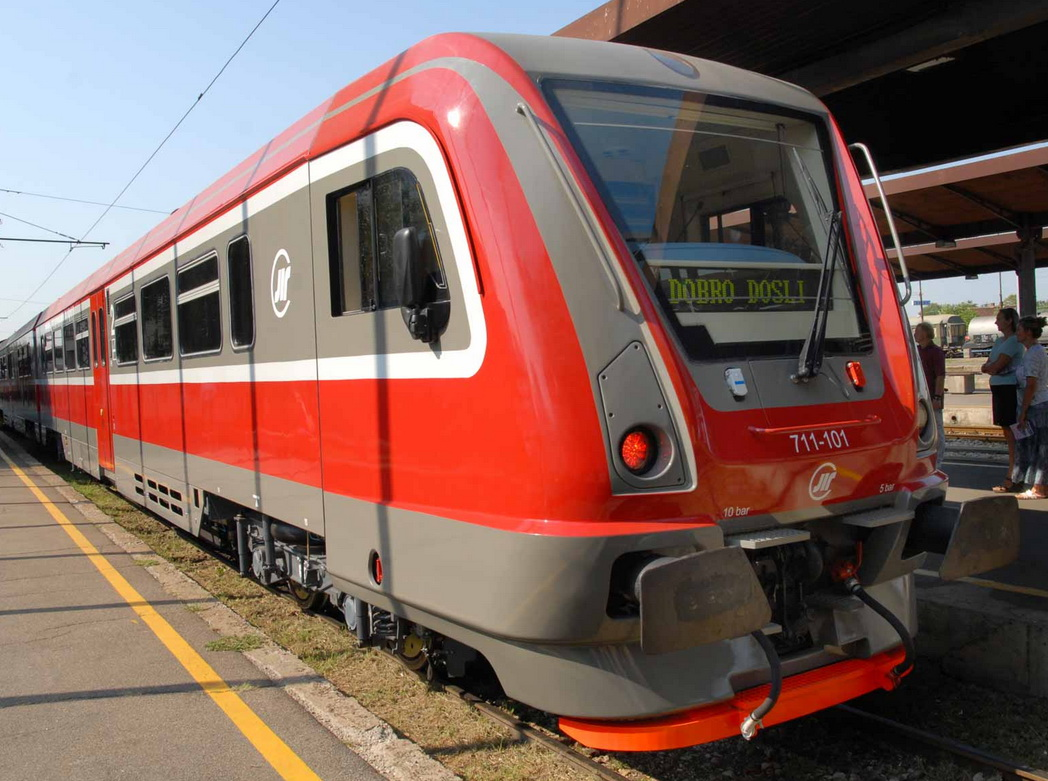
Železnice Srbije, Reihe 711
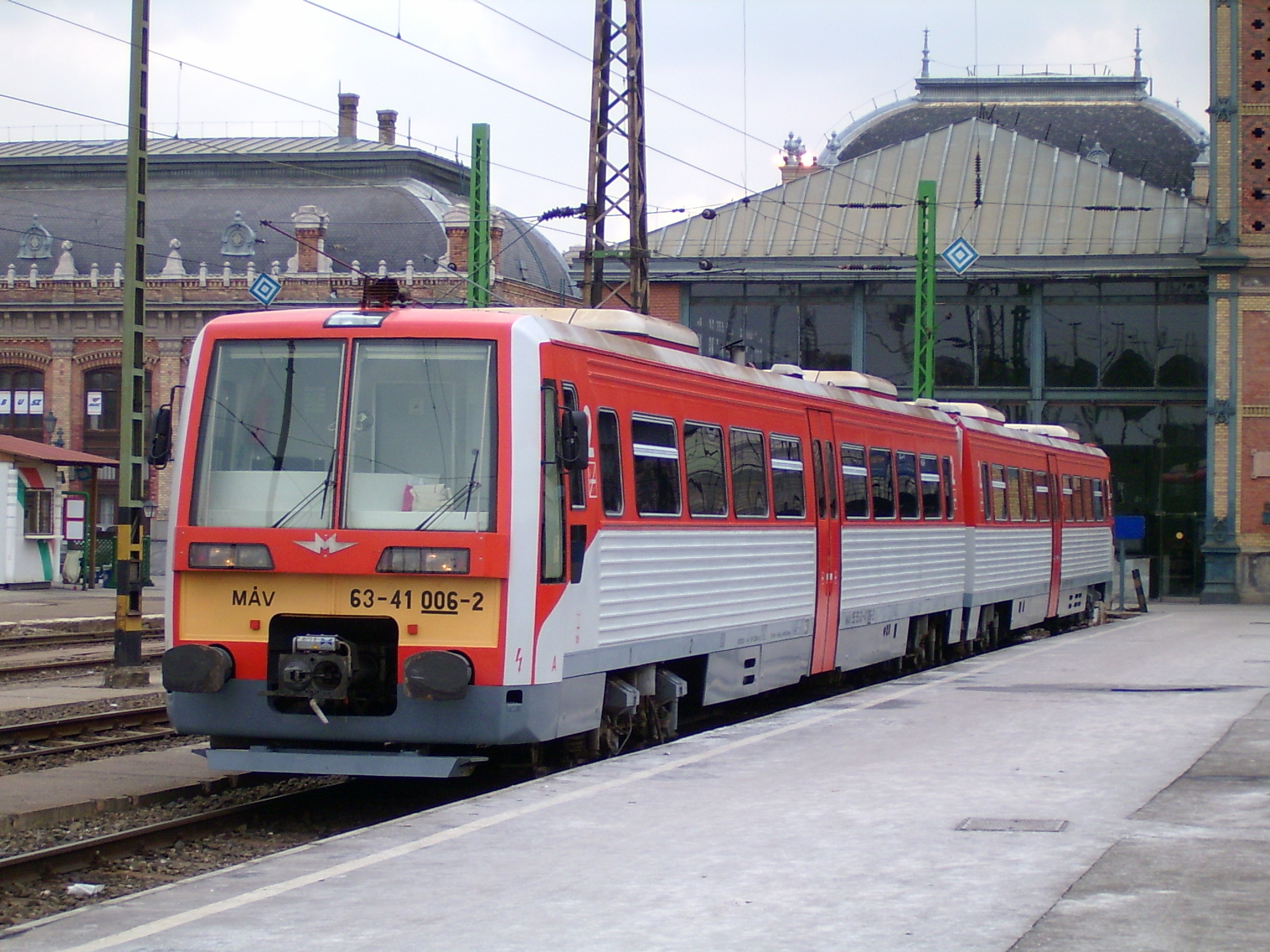
Magyar Államvasutak, Reihe 6341
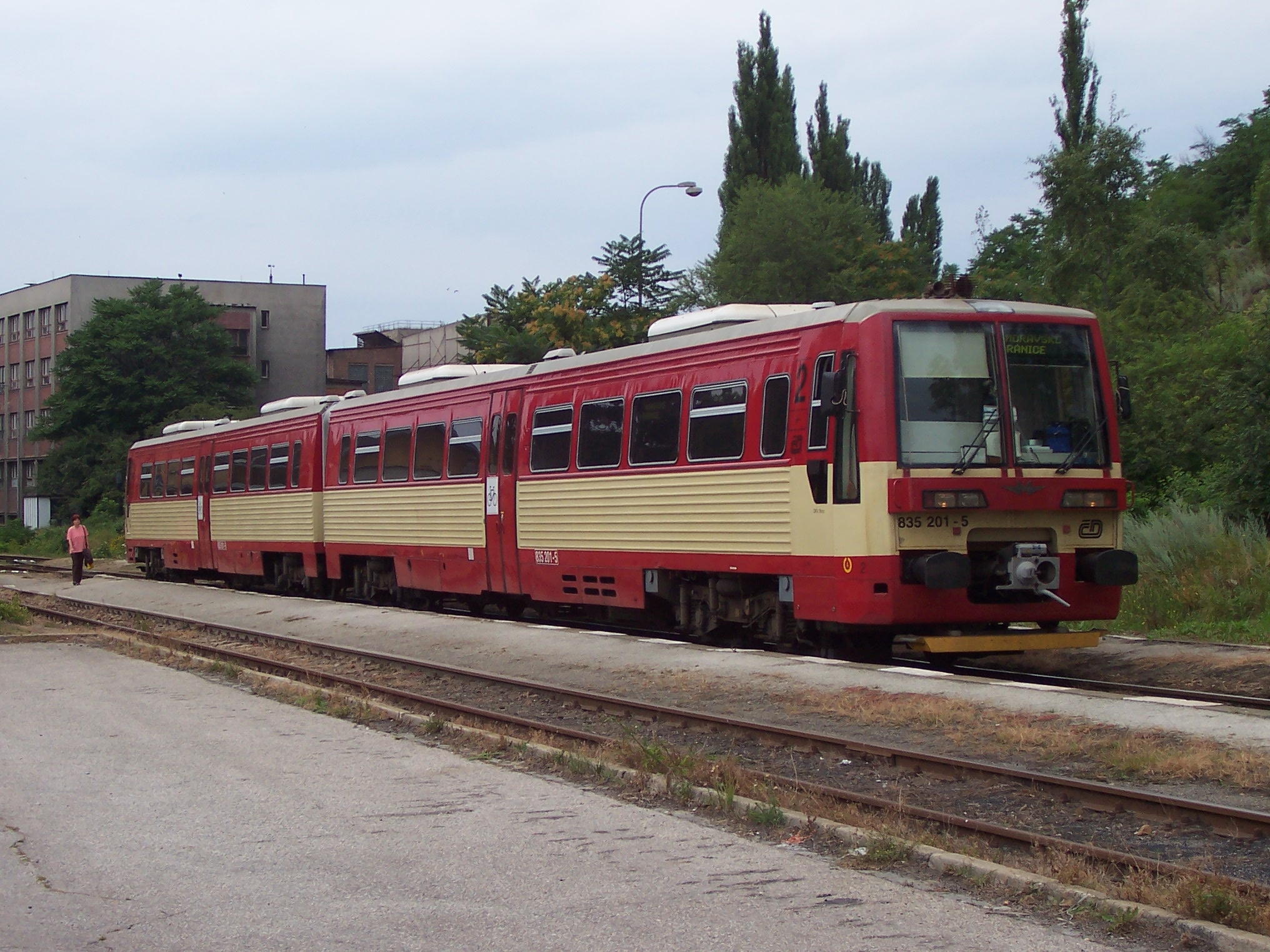
České dráhy, Reihe 835
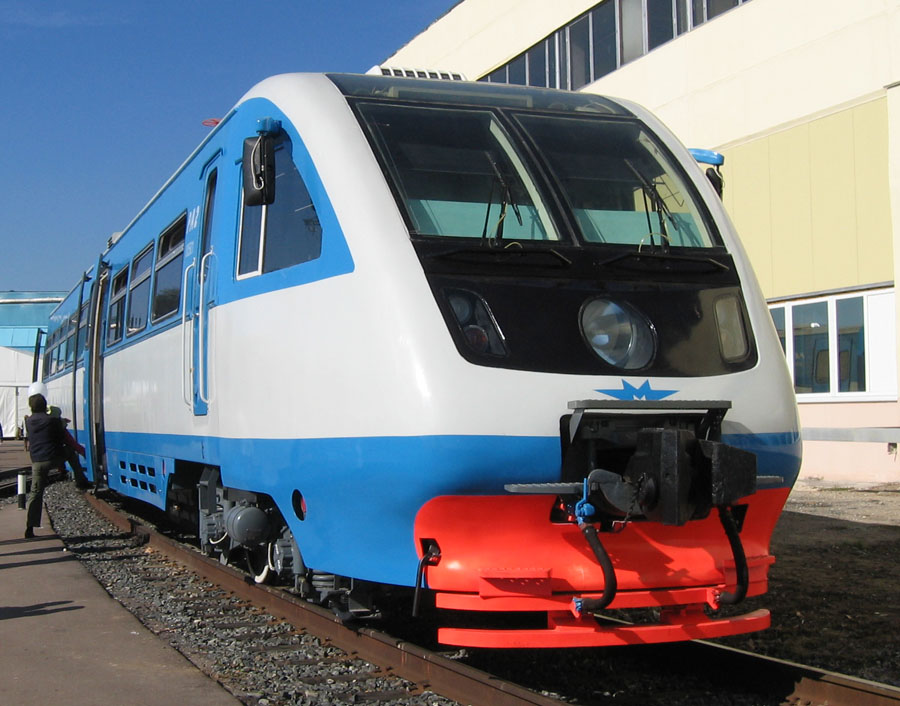
Rossijskije schelesnyje dorogi, RA2
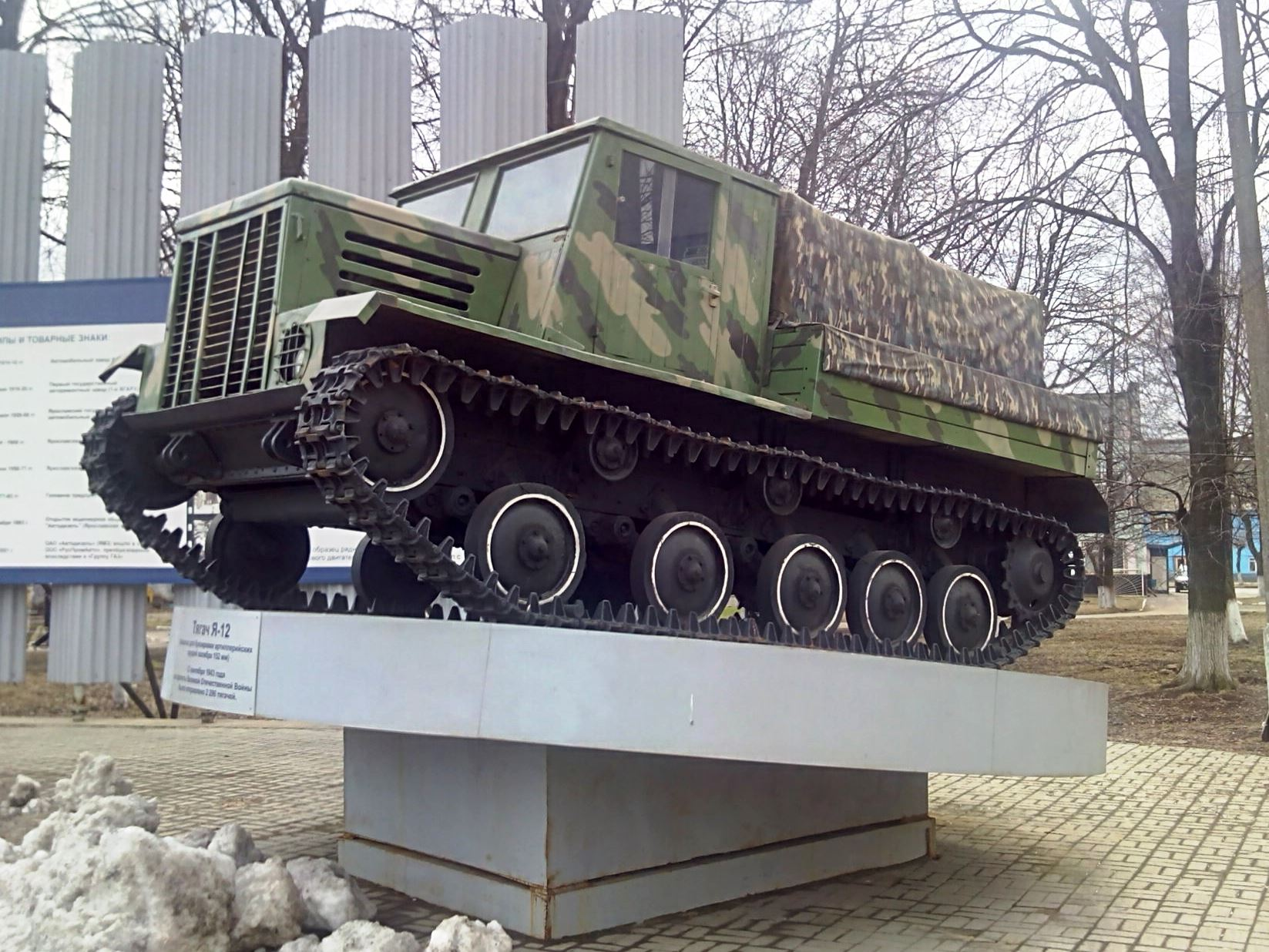
Militärische Zugmaschine Ja-12, ab 1945 in Mytischtschi gebaut
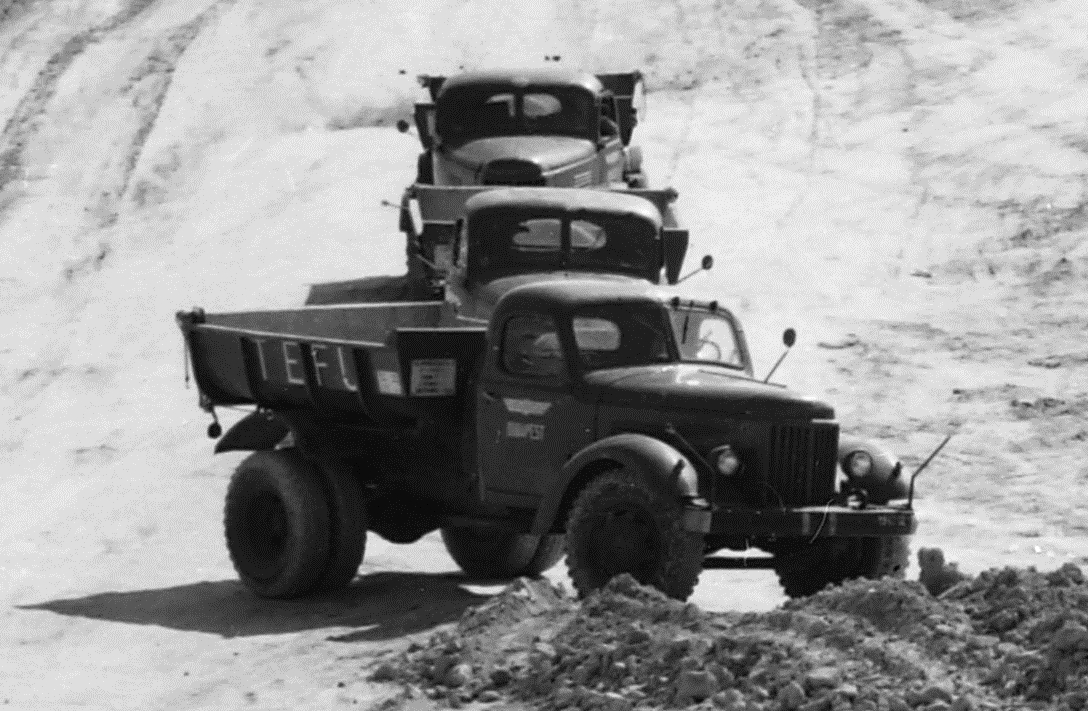
Drei ZIL-MMZ-585 beim Bau der Autópálya M1 in Ungarn (1962)
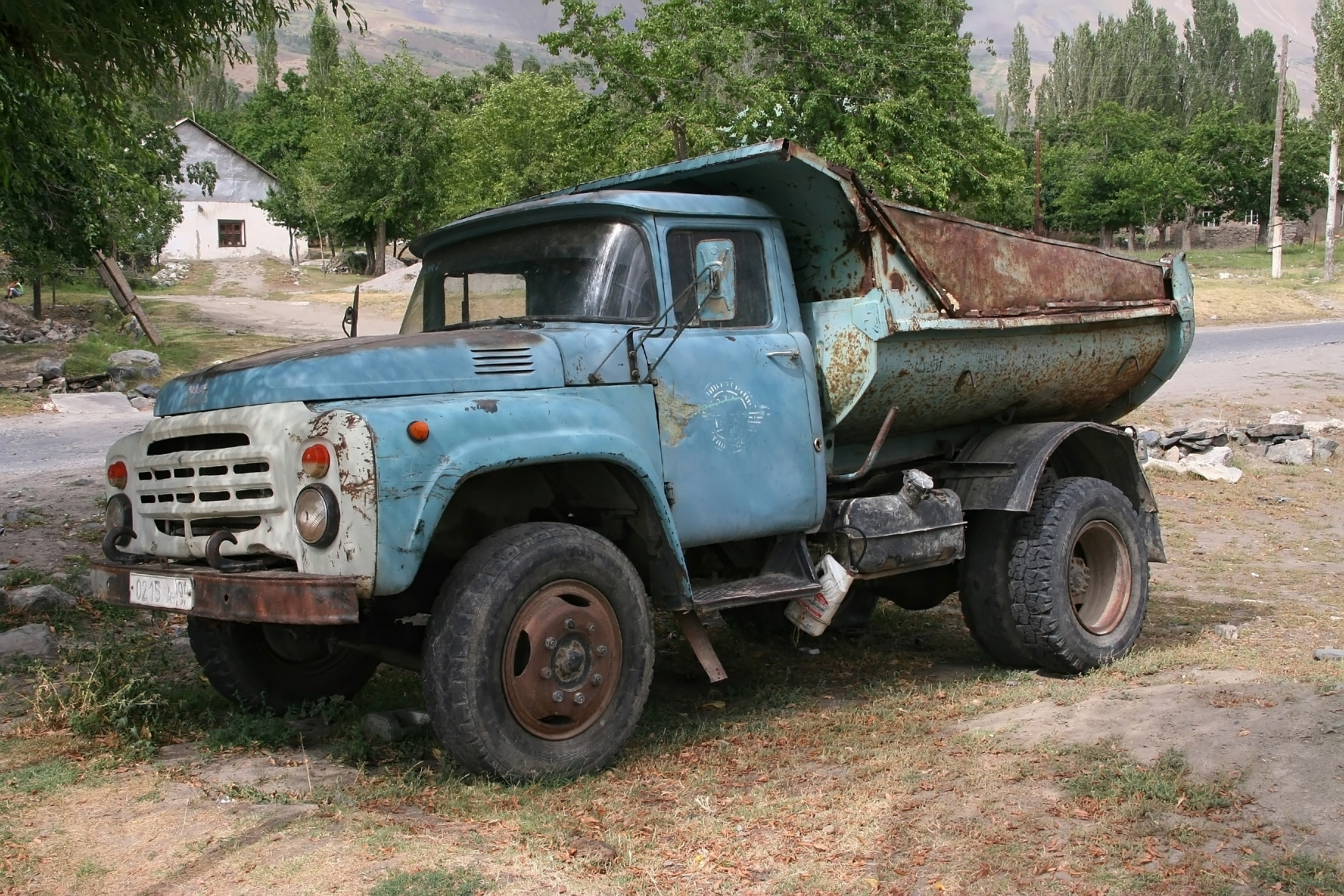
Ein ZIL-MMZ-555 in Berg-Badachschan (2016)
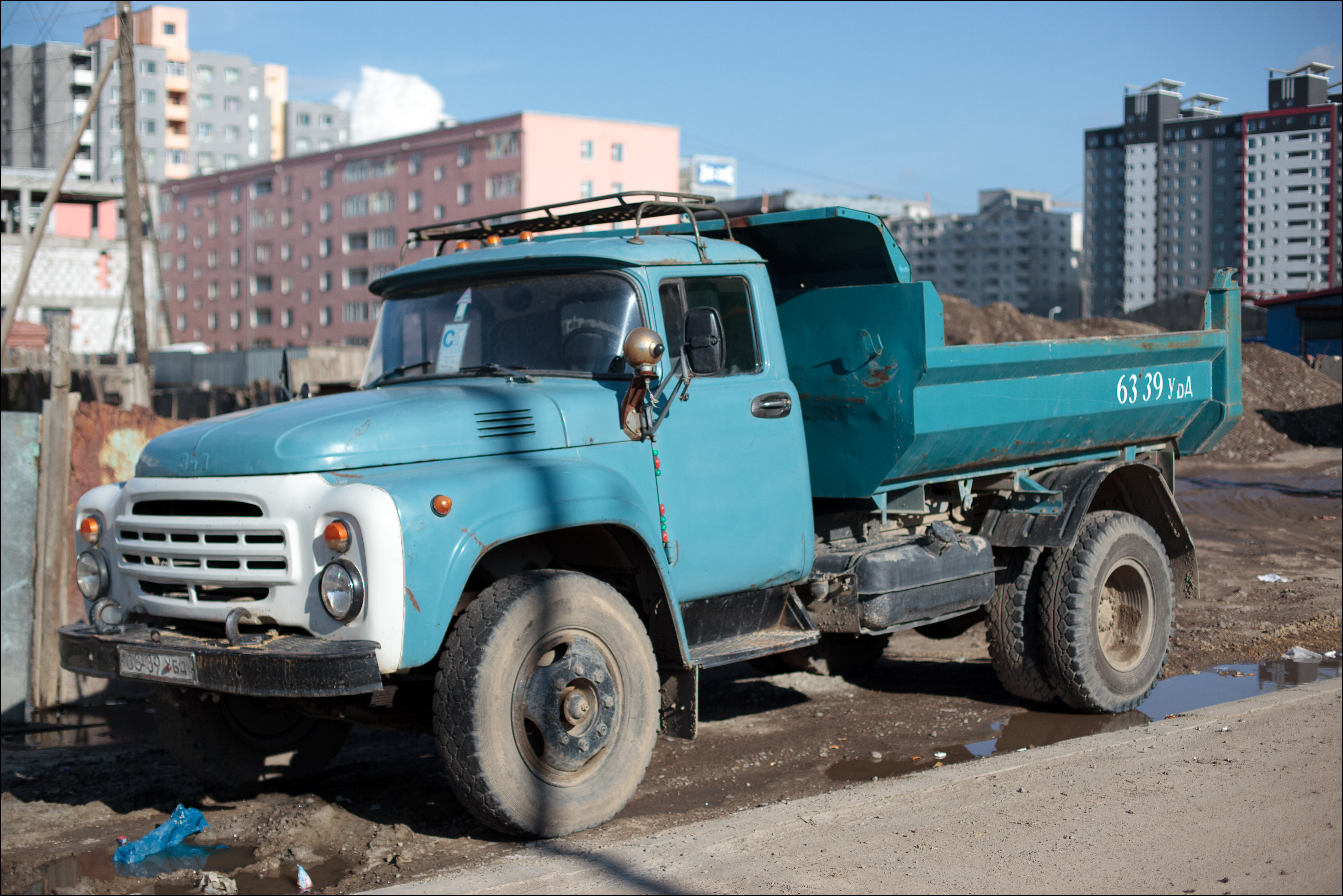
Ein ZIL-MMZ-4505 in der Mongolei (2012)